# Plagiognathus fulvipennis
Plagiognathus fulvipennis is een wants uit de familie van de blindwantsen (Miridae). De soort werd het eerst wetenschappelijk beschreven door Carl Ludwig Kirschbaum in 1856.

## Uiterlijk
De roodachtig of bruinachtig gele blindwants is altijd macropteer (langvleugelig) en kan 3,5 tot 4,5 mm lang worden. De mannetjes zijn langwerpig van vorm en de vrouwtjes zijn meer ovaal, het lichaam is bedekt met korte zwarte haartjes. Het uiteinde van het verharde gedeelte van de voorvleugels (cuneus) is licht aan het begin en aan de punt. Het donkergrijs doorzichtige gedeelte van de vleugels heeft roodbruine aders. De pootjes zijn geel of bruingroen en de dijen hebben zwarte stipjes. De schenen hebben ook zwarte stipjes waar kleine stekeltjes uit komen. Van de antennes is het eerste segment aan het einde wit. Bij de mannetjes is het tweede segment zwart, bij de vrouwtjes is het bovenste deel van dit segment roodbruin. De laatste twee segmenten zijn bruin.

## Leefwijze
De wants leeft langs akkerranden en wegbermen op ruwbladigen (Boraginaceae) zoals slangenkruid (Echium vulgare) en Phacelia tanacetifolia. De soort overwintert als eitje en kent een enkele generatie per jaar. De volwassen dieren kunnen van juni tot september aangetroffen worden.

## Leefgebied
De soort is zeldzaam in Nederland. Het verspreidingsgebied strekt zich uit van Europa tot de Kaukasus en het Midden-Oosten in Azië.